# Шедлецки окръг
Шедлецки окръг (на полски: Powiat siedlecki) е окръг в Източна Полша, Мазовско войводство. Заема площ от 1603,48 км2. Административен център е град Шедълце, който не е част от окръга.

## География
Окръгът обхваща земи от историческите области Подлясия, Мазовия и Малополша. Разположен е в източната част на войводството.

## Население
Населението на окръга възлиза на 81 924 души (2013 г.). Гъстотата е 51 души/км2.

## Административно деление
Административно окръгът е разделен на 13 общини.
Градско-селска община:
- Община Морди

Селски общини:
- Община Вишнев
- Община Водине
- Община Доманице
- Община Збучин
- Община Корчев
- Община Котун
- Община Мокободи
- Община Папротня
- Община Пшесмики
- Община Скожец
- Община Сухожебри
- Община Шедълце

## Фотогалерия
- Морди
- Корчев
- Котун
- Мокободи
- Папротня
- Пшесмики
- Скожец
- Сухожебри
- Вишнев